# Акули
Аку́ли (Selachimorpha) — надряд хрящових риб, переважно пелагічних.
В українській мові слово «аку́ла» запозичене з російської мови, куди потрапило через посередництво саамських мов (порівняйте колтта-саамське «akkli» та кильдин-саамське «а̄һклэӈӈк») у районі Кольського півострова з давньоскандинавської мови від «hákarl»[джерело?]. Найдавніші представники існували близько 420—450 млн років тому. Дотепер відомо понад 450 видів акул: від глибоководної Etmopterus perryi, завдовжки лише 17 сантиметрів, до китової акули (Rhincodon typus) — найбільшої риби (її довжина досягає 20, іноді й більше метрів). Представники надряду широко розповсюджені в морях і океанах, від поверхні до глибин понад 2000 метрів. Здебільшого мешкають в морській воді, але деякі види здатні жити також і в прісній. Більшість акул належать до так званих справжніх хижаків, але три види (китова, гігантська і великорота акули) — фільтратори, що живляться планктоном, кальмарами та дрібними рибами.

## Систематика
Існує понад 500 видів акул, об'єднаних у тринадцять рядів, включаючи кілька викопних. Викопні акули (зокрема вимерлі кладоселахії) відомі починаючи з верхнього девону.
Філогенія живих рядів акул на основі мітохондріальної ДНК:
|  | Orectolobiformes                                                  |
|  |                                                                   |
|  | \| \| Carcharhiniformes \| \| \| \| \| \| Lamniformes \| \| \| \| |
|  |                                                                   |
|  | Carcharhiniformes                                                 |
|  |                                                                   |
|  | Lamniformes                                                       |
|  |                                                                   |

|  | Carcharhiniformes |
|  |                   |
|  | Lamniformes       |
|  |                   |

|  | Orectolobiformes                                                  |
|  |                                                                   |
|  | \| \| Carcharhiniformes \| \| \| \| \| \| Lamniformes \| \| \| \| |
|  |                                                                   |
|  | Carcharhiniformes                                                 |
|  |                                                                   |
|  | Lamniformes                                                       |
|  |                                                                   |

|  | Carcharhiniformes |
|  |                   |
|  | Lamniformes       |
|  |                   |

|  | Squatiniformes                                                      |
|  |                                                                     |
|  | \| \| Pristiophoriformes \| \| \| \| \| \| Squaliformes \| \| \| \| |
|  |                                                                     |
|  | Pristiophoriformes                                                  |
|  |                                                                     |
|  | Squaliformes                                                        |
|  |                                                                     |

|  | Pristiophoriformes |
|  |                    |
|  | Squaliformes       |
|  |                    |

|  | Squatiniformes                                                      |
|  |                                                                     |
|  | \| \| Pristiophoriformes \| \| \| \| \| \| Squaliformes \| \| \| \| |
|  |                                                                     |
|  | Pristiophoriformes                                                  |
|  |                                                                     |
|  | Squaliformes                                                        |
|  |                                                                     |

|  | Pristiophoriformes |
|  |                    |
|  | Squaliformes       |
|  |                    |

|  | Orectolobiformes                                                  |
|  |                                                                   |
|  | \| \| Carcharhiniformes \| \| \| \| \| \| Lamniformes \| \| \| \| |
|  |                                                                   |
|  | Carcharhiniformes                                                 |
|  |                                                                   |
|  | Lamniformes                                                       |
|  |                                                                   |

|  | Carcharhiniformes |
|  |                   |
|  | Lamniformes       |
|  |                   |

|  | Orectolobiformes                                                  |
|  |                                                                   |
|  | \| \| Carcharhiniformes \| \| \| \| \| \| Lamniformes \| \| \| \| |
|  |                                                                   |
|  | Carcharhiniformes                                                 |
|  |                                                                   |
|  | Lamniformes                                                       |
|  |                                                                   |

|  | Carcharhiniformes |
|  |                   |
|  | Lamniformes       |
|  |                   |

|  | Squatiniformes                                                      |
|  |                                                                     |
|  | \| \| Pristiophoriformes \| \| \| \| \| \| Squaliformes \| \| \| \| |
|  |                                                                     |
|  | Pristiophoriformes                                                  |
|  |                                                                     |
|  | Squaliformes                                                        |
|  |                                                                     |

|  | Pristiophoriformes |
|  |                    |
|  | Squaliformes       |
|  |                    |

|  | Squatiniformes                                                      |
|  |                                                                     |
|  | \| \| Pristiophoriformes \| \| \| \| \| \| Squaliformes \| \| \| \| |
|  |                                                                     |
|  | Pristiophoriformes                                                  |
|  |                                                                     |
|  | Squaliformes                                                        |
|  |                                                                     |

|  | Pristiophoriformes |
|  |                    |
|  | Squaliformes       |
|  |                    |

|  | Orectolobiformes                                                  |
|  |                                                                   |
|  | \| \| Carcharhiniformes \| \| \| \| \| \| Lamniformes \| \| \| \| |
|  |                                                                   |
|  | Carcharhiniformes                                                 |
|  |                                                                   |
|  | Lamniformes                                                       |
|  |                                                                   |

|  | Carcharhiniformes |
|  |                   |
|  | Lamniformes       |
|  |                   |

|  | Orectolobiformes                                                  |
|  |                                                                   |
|  | \| \| Carcharhiniformes \| \| \| \| \| \| Lamniformes \| \| \| \| |
|  |                                                                   |
|  | Carcharhiniformes                                                 |
|  |                                                                   |
|  | Lamniformes                                                       |
|  |                                                                   |

|  | Carcharhiniformes |
|  |                   |
|  | Lamniformes       |
|  |                   |

|  | Squatiniformes                                                      |
|  |                                                                     |
|  | \| \| Pristiophoriformes \| \| \| \| \| \| Squaliformes \| \| \| \| |
|  |                                                                     |
|  | Pristiophoriformes                                                  |
|  |                                                                     |
|  | Squaliformes                                                        |
|  |                                                                     |

|  | Pristiophoriformes |
|  |                    |
|  | Squaliformes       |
|  |                    |

|  | Squatiniformes                                                      |
|  |                                                                     |
|  | \| \| Pristiophoriformes \| \| \| \| \| \| Squaliformes \| \| \| \| |
|  |                                                                     |
|  | Pristiophoriformes                                                  |
|  |                                                                     |
|  | Squaliformes                                                        |
|  |                                                                     |

|  | Pristiophoriformes |
|  |                    |
|  | Squaliformes       |
|  |                    |

|  | Orectolobiformes                                                  |
|  |                                                                   |
|  | \| \| Carcharhiniformes \| \| \| \| \| \| Lamniformes \| \| \| \| |
|  |                                                                   |
|  | Carcharhiniformes                                                 |
|  |                                                                   |
|  | Lamniformes                                                       |
|  |                                                                   |

|  | Carcharhiniformes |
|  |                   |
|  | Lamniformes       |
|  |                   |

|  | Orectolobiformes                                                  |
|  |                                                                   |
|  | \| \| Carcharhiniformes \| \| \| \| \| \| Lamniformes \| \| \| \| |
|  |                                                                   |
|  | Carcharhiniformes                                                 |
|  |                                                                   |
|  | Lamniformes                                                       |
|  |                                                                   |

|  | Carcharhiniformes |
|  |                   |
|  | Lamniformes       |
|  |                   |

|  | Squatiniformes                                                      |
|  |                                                                     |
|  | \| \| Pristiophoriformes \| \| \| \| \| \| Squaliformes \| \| \| \| |
|  |                                                                     |
|  | Pristiophoriformes                                                  |
|  |                                                                     |
|  | Squaliformes                                                        |
|  |                                                                     |

|  | Pristiophoriformes |
|  |                    |
|  | Squaliformes       |
|  |                    |

|  | Squatiniformes                                                      |
|  |                                                                     |
|  | \| \| Pristiophoriformes \| \| \| \| \| \| Squaliformes \| \| \| \| |
|  |                                                                     |
|  | Pristiophoriformes                                                  |
|  |                                                                     |
|  | Squaliformes                                                        |
|  |                                                                     |

|  | Pristiophoriformes |
|  |                    |
|  | Squaliformes       |
|  |                    |

|  | Orectolobiformes                                                  |
|  |                                                                   |
|  | \| \| Carcharhiniformes \| \| \| \| \| \| Lamniformes \| \| \| \| |
|  |                                                                   |
|  | Carcharhiniformes                                                 |
|  |                                                                   |
|  | Lamniformes                                                       |
|  |                                                                   |

|  | Carcharhiniformes |
|  |                   |
|  | Lamniformes       |
|  |                   |

|  | Orectolobiformes                                                  |
|  |                                                                   |
|  | \| \| Carcharhiniformes \| \| \| \| \| \| Lamniformes \| \| \| \| |
|  |                                                                   |
|  | Carcharhiniformes                                                 |
|  |                                                                   |
|  | Lamniformes                                                       |
|  |                                                                   |

|  | Carcharhiniformes |
|  |                   |
|  | Lamniformes       |
|  |                   |

|  | Squatiniformes                                                      |
|  |                                                                     |
|  | \| \| Pristiophoriformes \| \| \| \| \| \| Squaliformes \| \| \| \| |
|  |                                                                     |
|  | Pristiophoriformes                                                  |
|  |                                                                     |
|  | Squaliformes                                                        |
|  |                                                                     |

|  | Pristiophoriformes |
|  |                    |
|  | Squaliformes       |
|  |                    |

|  | Squatiniformes                                                      |
|  |                                                                     |
|  | \| \| Pristiophoriformes \| \| \| \| \| \| Squaliformes \| \| \| \| |
|  |                                                                     |
|  | Pristiophoriformes                                                  |
|  |                                                                     |
|  | Squaliformes                                                        |
|  |                                                                     |

|  | Pristiophoriformes |
|  |                    |
|  | Squaliformes       |
|  |                    |

|  | Orectolobiformes                                                  |
|  |                                                                   |
|  | \| \| Carcharhiniformes \| \| \| \| \| \| Lamniformes \| \| \| \| |
|  |                                                                   |
|  | Carcharhiniformes                                                 |
|  |                                                                   |
|  | Lamniformes                                                       |
|  |                                                                   |

|  | Carcharhiniformes |
|  |                   |
|  | Lamniformes       |
|  |                   |

|  | Orectolobiformes                                                  |
|  |                                                                   |
|  | \| \| Carcharhiniformes \| \| \| \| \| \| Lamniformes \| \| \| \| |
|  |                                                                   |
|  | Carcharhiniformes                                                 |
|  |                                                                   |
|  | Lamniformes                                                       |
|  |                                                                   |

|  | Carcharhiniformes |
|  |                   |
|  | Lamniformes       |
|  |                   |

|  | Squatiniformes                                                      |
|  |                                                                     |
|  | \| \| Pristiophoriformes \| \| \| \| \| \| Squaliformes \| \| \| \| |
|  |                                                                     |
|  | Pristiophoriformes                                                  |
|  |                                                                     |
|  | Squaliformes                                                        |
|  |                                                                     |

|  | Pristiophoriformes |
|  |                    |
|  | Squaliformes       |
|  |                    |

|  | Squatiniformes                                                      |
|  |                                                                     |
|  | \| \| Pristiophoriformes \| \| \| \| \| \| Squaliformes \| \| \| \| |
|  |                                                                     |
|  | Pristiophoriformes                                                  |
|  |                                                                     |
|  | Squaliformes                                                        |
|  |                                                                     |

|  | Pristiophoriformes |
|  |                    |
|  | Squaliformes       |
|  |                    |

|  | Orectolobiformes                                                  |
|  |                                                                   |
|  | \| \| Carcharhiniformes \| \| \| \| \| \| Lamniformes \| \| \| \| |
|  |                                                                   |
|  | Carcharhiniformes                                                 |
|  |                                                                   |
|  | Lamniformes                                                       |
|  |                                                                   |

|  | Carcharhiniformes |
|  |                   |
|  | Lamniformes       |
|  |                   |

|  | Orectolobiformes                                                  |
|  |                                                                   |
|  | \| \| Carcharhiniformes \| \| \| \| \| \| Lamniformes \| \| \| \| |
|  |                                                                   |
|  | Carcharhiniformes                                                 |
|  |                                                                   |
|  | Lamniformes                                                       |
|  |                                                                   |

|  | Carcharhiniformes |
|  |                   |
|  | Lamniformes       |
|  |                   |

|  | Squatiniformes                                                      |
|  |                                                                     |
|  | \| \| Pristiophoriformes \| \| \| \| \| \| Squaliformes \| \| \| \| |
|  |                                                                     |
|  | Pristiophoriformes                                                  |
|  |                                                                     |
|  | Squaliformes                                                        |
|  |                                                                     |

|  | Pristiophoriformes |
|  |                    |
|  | Squaliformes       |
|  |                    |

|  | Squatiniformes                                                      |
|  |                                                                     |
|  | \| \| Pristiophoriformes \| \| \| \| \| \| Squaliformes \| \| \| \| |
|  |                                                                     |
|  | Pristiophoriformes                                                  |
|  |                                                                     |
|  | Squaliformes                                                        |
|  |                                                                     |

|  | Pristiophoriformes |
|  |                    |
|  | Squaliformes       |
|  |                    |

|  | Orectolobiformes                                                  |
|  |                                                                   |
|  | \| \| Carcharhiniformes \| \| \| \| \| \| Lamniformes \| \| \| \| |
|  |                                                                   |
|  | Carcharhiniformes                                                 |
|  |                                                                   |
|  | Lamniformes                                                       |
|  |                                                                   |

|  | Carcharhiniformes |
|  |                   |
|  | Lamniformes       |
|  |                   |

|  | Orectolobiformes                                                  |
|  |                                                                   |
|  | \| \| Carcharhiniformes \| \| \| \| \| \| Lamniformes \| \| \| \| |
|  |                                                                   |
|  | Carcharhiniformes                                                 |
|  |                                                                   |
|  | Lamniformes                                                       |
|  |                                                                   |

|  | Carcharhiniformes |
|  |                   |
|  | Lamniformes       |
|  |                   |

|  | Squatiniformes                                                      |
|  |                                                                     |
|  | \| \| Pristiophoriformes \| \| \| \| \| \| Squaliformes \| \| \| \| |
|  |                                                                     |
|  | Pristiophoriformes                                                  |
|  |                                                                     |
|  | Squaliformes                                                        |
|  |                                                                     |

|  | Pristiophoriformes |
|  |                    |
|  | Squaliformes       |
|  |                    |

|  | Squatiniformes                                                      |
|  |                                                                     |
|  | \| \| Pristiophoriformes \| \| \| \| \| \| Squaliformes \| \| \| \| |
|  |                                                                     |
|  | Pristiophoriformes                                                  |
|  |                                                                     |
|  | Squaliformes                                                        |
|  |                                                                     |

|  | Pristiophoriformes |
|  |                    |
|  | Squaliformes       |
|  |                    |

## Опис
Надряд акули об'єднує хрящових риб з обтічним видовженим тілом. За розмірами акули бувають від 20—30 см (так звані катранові та куницеві акули) до 20 м завдовжки та масою до 14—20 тонн. Такі велетні (велетенська та китова акули), проте, живляться тільки планктоном та дрібною рибою.
Тіло здебільшого торпедоподібне, спинних плавців 1—2, добре розвинений хвостовий плавець з більшою верхньою лопаттю. У самців черевні плавці видозмінені на парувальні органи — птеригоподії.
Рот на нижній стороні голови у вигляді поперечної щілини. В щелепах кілька рядів зубів. Втрачені зуби замінюються новими з глибше розміщеного ряду. З кожного боку голови відкривається 5, рідше 6—7 зябрових щілин.
Шкіра вкрита лусками, які занурені в її товщу, а назовні виступає лише спрямований назад виріст луски — зубчик. Подібну будову мають і зуби акул, які виникли з лусок.

## Анатомія

### Скелет
Скелет акули помітно відрізняється від скелета кісткових риб — в ньому немає кісток, і він повністю утворений з хрящових тканин. У скелеті виділяють такі відділи:
- Осьовий скелет — хребет, утворений численними хрящовими амфіцельними хребцями.
- Череп з двома відділами — мозкова коробка і скелет ротового і зябрового апаратів.
- Парні кінцівки з поясами — грудні і черевні плавці.
- Непарні плавники — це, як правило, хвостовій, анальний і два спинних плавця.

По каналах хребців проходить хорда, пронизуючи весь хребетний стовп. Череп акул являє собою суцільну хрящову коробку, передній край його витягнутий у рострум, що підтримує рило. На бічних поверхнях розташовані очниці, що захищають око; між стінок очниць лежить головний мозок. Пояс передніх кінцівок має вигляд хрящової дуги, що лежить у товщі м'язової стінки позаду зябрового відділу, і ніяк не пов'язаний з осьовим скелетом. На бічній поверхні пояса є виріст, що є місцем приєднання скелета плавця. Пояс черевних плавців має вид хрящової пластини, яка лежить в мускулатурі черевної клітини перед клоакою. До бічної поверхні приєднується скелет черевного плавця, який складається з одного подовженого базального елемента з прикріпленим до нього рядом радіальних хрящів. У самців базальний елемент служить скелетною основою птеригоподиям — копулятивним виростам. Скелет непарних плавців складається з радіалій, що занурені в мускулатуру та проникають в основу плавця. Хвостовий плавець гетероцеркальний, і у верхню його лопать заходить кінець хребетного стовпа. Лопаті плавців підтримуються еластотріхіями.
Хоча акулячий скелет є хрящовим, хребці можуть бути суттєво мінералізовані.

### Шкіра
Плакоїдна луска, властива акулам, серед риб є найдавнішою в філогенетичному плані. Це ромбічні пластинки, які закінчуються шипами, що виступають зі шкіри назовні. Таку луску називають шкірними зубчиками. Ці зубчики мають широку основу, приплюснуту форму і дуже рельєфно окреслену коронку. В більшості своїй коронки дуже гострі і щільно прилягають одна до одної, тому шкіра може здатися відносно гладенькою, якщо провести рукою від голови до хвоста, і навпаки — грубою, як наждачний папір — якщо вести у зворотному напрямку.
Зубчики побудовані з дентину та емалі, що входять також до складу зубів. Внутрішня частина зубчика складається з дентину, утвореного клітинами коріуму, який заходить до сполучнотканинної основи луски. За складом дентин близький до кістки, але є щільнішим. Він складається з мікрокристалів твердого мінералу гідроксиапатиту в колагеновій матриці.
Завдяки своїй мікроструктурі зубчики тверді і стійкі, що дає акулі непоганий захист як від великих тварин (включаючи інших акул), так і від дрібних паразитів, і в той же час не створює перешкод для високої рухливості — подібно кольчузі. Шип плакоїдної луски відрізняється ще більшою міцністю, оскільки вкритий особливою емаллю — вітродентином, утвореним клітинами базального шару епідермісу. Плакоїдна лусочка має порожнину, заповнену пухкою сполучною тканиною з кровоносними судинами і нервовими закінченнями.
Поєднання форми, розташування і складу шкірних зубчиків відіграє чималу роль в обтічності тіла акули. Наприклад, яскраво виражені рельєфні виступи на цих зубчиках у білої акули створюють гідродинамічний ефект, який можна порівняти з аеродинамічним ефектом, що спостерігається при польоті м'ячика для гольфу. Наявність дрібних виступів і заглибин в результаті помітно зменшує турбулентність (запобігає появі завихрень).
Форма, структура і розміри зубчиків різняться в різних видів акул. За розрахунками вчених, шкіра найшвидших видів знижує опір води на величину до 8 %. Акула мако, здиблюючи луску, здатна ще більше знижувати опір, що дозволяє їй розганятися до 80 км/год.
Крім того, гідродинамічні властивості зубчиків дають ще один вельми корисний мисливцеві ефект — безшумність. На відміну від костистих риб, плавці яких породжують при русі турбулентність, яка створює звукові хвилі, рухи білої акули при переслідуванні здобичі залишаються практично нечутними для її жертви майже до самого моменту нападу.

### Зуби і щелепи

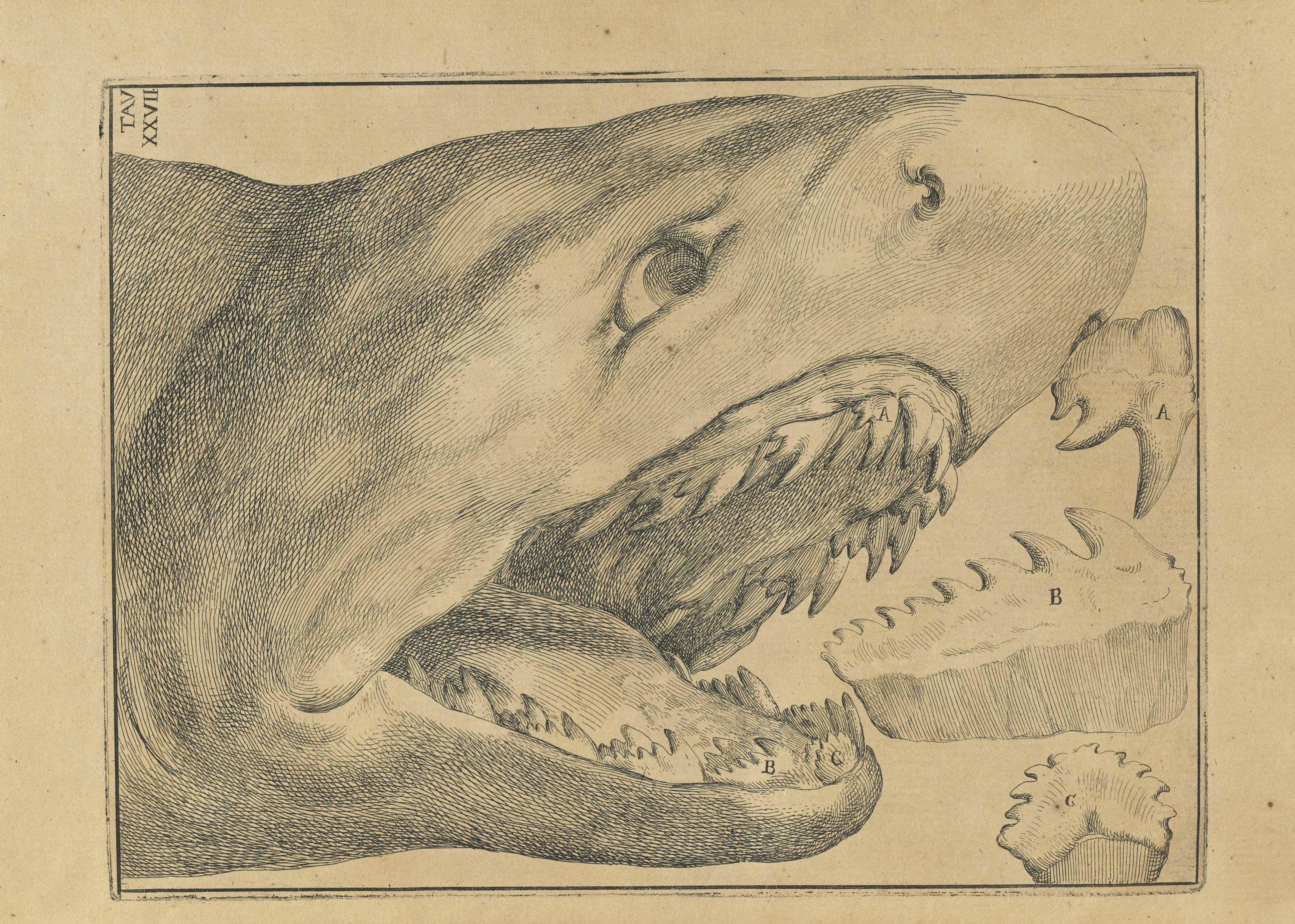
Аґостиньйо Скілла. Щелепа акули, 1670

Зуби більшості акул мають форму гострих конусів і сидять на хрящах верхньої та нижньої щелеп. Зуби регулярно змінюються в міру випадання або зношування за принципом конвеєра — їх заміна постійно підростає з внутрішньої сторони. За своєю будовою і походженням це видозміна плакоїдної луски. Залежно від раціону і способу життя зуби і щелепи дуже різняться в різних видів акул. Донні акули, здобич яких зазвичай захищена твердою оболонкою, мають плоскі зуби для її дробіння. Акулам, що полюють на швидку здобич, властиві дуже гострі зуби, пристосовані для легкого різання та розривання жертви. Акули, що харчуються планктоном, мають дуже дрібні зуби: розмір зубів китової та гігантської акул, найбільших риб світу, складає кілька міліметрів.

### Мускулатура
Мускулатура акул поділяється на 3 групи:
- Серцеві м'язи, безперервно працюють в серці;
- Вісцеральна мускулатура, що функціонує у внутрішніх органах і артеріях;
- Соматична мускулатура, приводить до руху тіло, ділиться, у свою чергу, на:

- Червоні м'язи;
- Білі м'язи.

За функціональним призначенням її можна розділити на мускулатуру плавців, мускулатуру голови з зябровим і щелеповим апаратами і мускулатуру травної системи та інших внутрішніх органів. У акул вся мускулатура тулуба (соматична) складається з ряду м'язових сегментів — міомерів, які розділяються один від одного міосептами.
Мускулатура плавців утворена окремими пучками м'язів. Особливістю мускулатури є її відносна автономність, тобто вона зберігає здатність до скорочень навіть при порушенні зв'язку з центральною нервовою системою.

### Хвіст
Хвостовий плавник акул, як правило, різнолопатевий (гетероцеркальний). Форма хвоста в різних видів розвивалася відповідно до умов проживання і у кожного виду є свої характерні особливості. У швидкісних плавців, таких як акула-мако і акула біла, нижня і верхня лопаті майже однакові, але у більшості інших видів верхня лопать помітно більша нижньої.

## Фізіологія

### Дихання і кровообіг
Як і інші риби, акули отримують необхідну кількість кисню з води, пропускаючи її через зябра. Органами дихання є зяброві мішки, які внутрішніми зябровими отворами відкриваються в глотку, а зовнішніми — з боків голови на поверхню тіла.
Для акул характерна наявність п'яти—семи пар зябрових щілин (залежно від виду), розташованих перед грудними плавцями.
Зяброві отвори відмежовані одне від одного широкими міжзябровими перегородками, в товщі яких залягають хрящові зяброві дуги. Зяброві пелюстки сидять на передній і задній стінках зябрових щілин, де вони утворюють напівзябра. Для дихання характерний протитечієвий рух крові і водної маси.
При вдиху в акул розширюється глоткова область, і через ротовий отвір і бризгальце в неї насмоктується вода, яка омиває зяброві пелюстки і проходить в зовнішні зяброві порожнини; тиск води ззовні притискає край міжзяброві перетинок, і вони закривають зовнішні зяброві щілини. При видиху зяброві дуги правої і лівої сторін зближуються і тим самим зменшують обсяг глотки. Майже зімкнуті зяброві пелюстки в сусідніх напівзябрах ускладнюють відтік води в глотку; тиск у зовнішніх зябрових порожнинах зростає, клапани відгинаються і вода витікає назовні.
Як і у всіх хрящових риб, зяброві пелюстки не здатні виділяти продукти азотистого обміну і солі, таким чином, функція зябер обмежена газообміном.
Серце має дві камери — передсердя і шлуночок і розташовується в грудному відділі риби, біля голови. Воно рухає кров по зябровій артерії в судини, що розташовані в зябрах, а звідти, вже збагачена киснем, вона надходить в інші органи. У акул одне коло кровообігу, і в серці тільки венозна кров. Кількість крові становить 3,7—6,8 % від маси тіла, вміст гемоглобіну 3,4—6,5 %, а киснева ємність становить 4,5—8,7 об. %.
Максимальні показники вмісту гемоглобіну і кисневої ємності у акул менше аналогічних середніх показників костистих риб, що говорить про нижчу енергетику їх організму.
Кров'яний тиск, підтримуваний акулячим серцем, недостатній для повноцінного постачання киснем її тіла. Через це акула повинна постійно допомагати своєму серцю м'язовими скороченнями (рухом), які стимулюють потік крові.

### Харчування
Більшість видів належить до так званих справжніх хижаків, вони активно розшукують та переслідують здобич, деякі харчуються бентосом, окремі види (китова, гігантська та великорота акули) — планктоном. Втім, більшість видів полює в товщих водах на різноманітних тварин: від дрібних планктонних організмів до великих риб, головоногих молюсків та водяних ссавців (дельфіни, тюлені тощо). Здобич вони заковтують цілком або роздирають на шматки зубами.

### Плавучість
На відміну від костистих риб, в акул немає плавального міхура. Замість цього компенсувати негативну плавучість їм допомагає величезна печінка та хрящовий скелет. Зменшення питомої ваги тіла досягається завдяки накопиченню в печінці гідрокарбонату сквалену з питомою вагою 0,86 г/см³, а також того, що щільність хряща приблизно вдвічі менша за щільність кістки. Для багатьох акул також характерне підвищення плавучості шляхом обводнення скелета.
Піщані акули (Odontaspididae) розв'язують питання відсутності плавального міхура просто — вони створюють його подобу, набираючи повітря в шлунок. Частково його відсутність компенсується підіймальною силою, що виникає при русі.
Більшість видів акул змушені постійно рухатися для того, щоб підтримувати дихання, тому не можуть довго спати. Однак деякі види, такі як вусата акула-нянька, здатні прокачувати воду через зябра, що дозволяє їм відпочивати на дні.

### Розмноження
Для акул властиве внутрішнє запліднення завдяки наявному у самців копулятивних органів — видозмінених черевних плавців (птеригоподіїв). Акули розмножують трьома способами: відкладанням яєць, яйцеживородінням та живородінням. Яйцекладними є лише близько 30 % видів. Яйця великого розміру та містять велику кількість жовтка. Відкладають від одного до 500 яєць, що вкриті рогоподібною капсулою. У живородних видів жовточний мішок після використання жовтка яйця, приростає до стінки матки і ембріон отримує поживні речовини та кисень шляхом осмосу та дифузії. Народжують водночас від 2 до 20—30 живих малят, завдовжки від 5 (у карликової акули) до 150 см (акула-лисиця). У деяких видів зустрічається внутрішньоутробний (пренатальний) канібалізм. Наприклад, у тигрової піщаної акули утворюються сотні ембріонів; але як тільки з'являються зуби, більші починають поїдати менших і виживає лише одне маля. Вагітність триває 9—12 місяців.
Внаслідок внутрішнього запліднення, відкладання великих яєць зі щільними оболонками, наявності щільних оболонок, поширенню яйцеживородіння та живородіння, акули мають значно меншу плодючість, ніж кісткові риби.

### Осморегуляція
На відміну від костистих риб, механізм осморегуляції акул досить простий і примітивний. За електролітним складом кров і тканинні рідини організму майже не відрізняються від морської води, тобто майже повністю ізотонічні зовнішньому середовищу. За рахунок вмісту солей забезпечується близько 50 % осмотичного тиску крові та тканин. Через особливості азотистого обміну в крові акул в значній кількості накопичуються сечовина (досить токсична речовина) і триметиламіноксид, що погано дифундують через мембрани клітин нирок і зябер; за рахунок цього досягається залишкове підвищення осмотичного тиску.
Результатом цього є підвищений осмотичний тиск внутрішнього середовища (26 атм проти 24 атм у морській воді), тобто створюються умови для вільного проникнення води із зовнішнього середовища в міжклітинну рідину і кров, що в підсумку призводить до дифузії натрію і калію. Але оскільки організм акули підтримує гомеостаз, у нього є і спеціальний механізм для підтримки електролітного складу: для цього існує ректальна залоза, що виводить надлишок солей в клоаку.

### Терморегуляція
Більшість акул є пойкілотермними (холоднокровними) тваринами: їх температура тіла приблизно дорівнює температурі навколишнього середовища. Винятками з цього правила є деякі види пелагічних акул — наприклад, мако, біла і блакитна акули (усього близько 8 видів). Вони частково теплокровні і можуть мати температуру тіла на 8—11 °C більше, ніж температура навколишнього середовища, за рахунок інтенсивної роботи м'язової системи. Безліч дрібних вен обплітає великі м'язи, які віддають в кров вироблене тепло. Вища температура тіла дозволяє акулам швидше і ефективніше рухатися.

### Сон
Деякі акули можуть відпочивати на дні, прокачувати воду через зябра, але їхні очі залишаються відкритими і відстежують, що відбувається навколо. Під час відпочинку акула не використовує ніздрі, але цілком можливо, що використовує бризкальця. Якби акула використовувала ніздрі, то всмоктувала б швидше пісок зі дна, а не воду. Тому багато вчених вважають, що це один з випадків, які обґрунтовують необхідність бризкалець. У катрана процесом руху управляє більше спинний мозок, ніж головний, отже він може спокійно поспати і коли пливе. Також можливо, що акули сплять на зразок дельфінів, відпочиваючи по черзі кожною півкулею мозку, що дозволяє постійно залишатися в свідомості.

## Вік
Науковці виявили акулу, вік якої майже 400 років (раніше помилково була поширена інформація про оцінку віку у майже 500 років).

## Поведінка
Небезпечними для людини є близько 50 видів акул, що полюють на велику здобич. Із них найвідоміші — акула тигрова завдовжки до 9 м і риба-молот, названа так тому, що її голова розширена в боки на подобі молота.

## Нервова система і органи чуття
Органи чуттів різних видів акул розвинені різною мірою в залежності від їх місця існування. Спинний мозок акул має велику функціональну самостійність. У акул особливо добре розвинені сенсори фото- та хімічної рецепції, а також акустико-латеральна система. Є електрорецептори (ампули Лоренцині), що дають можливість відчувати електромагнітні поля інших організмів, а також, ймовірно, орієнтуватися за допомогою магнітного поля Землі.

### Зір
Будова ока акули здебільшого така ж, як і у всіх хребетних, але з деякими особливостями. Око акули має особливий відображаючий шар — тапетум — розташований позаду сітківки. Тапетум відбиває світло, що пройшло крізь сітківку, назад, щоб воно ще раз потрапило на рецептори, таким чином посилюючи чутливість ока. Це істотно підвищує чутливість ока, особливо в умовах недостатньої освітленості.
Ще однією особливістю у деяких видів є наявність блимаючого віка, яке закриває очі безпосередньо під час атаки на жертву, захищаючи його від пошкоджень. Акули, які не мають блимаючого віка, при атаці жертви закочують очі.
Раніше вважали, що око акули містить занадто мало колбочок і не здатне розрізняти кольори і дрібні деталі. Однак сучасні технології дозволили довести зворотне. Гострота зору деяких видів акул до 10 разів перевищує людську.

### Слух
Орган слуху у акул — це внутрішнє вухо, укладене в хрящову капсулу. Акули сприймають переважно низькі звуки 100—2500 Гц. Також більшість акул здатні розрізняти інфразвук із частотою нижче 20 Гц. Внутрішнє вухо також є органом рівноваги.

### Бічна лінія
Канал бічної лінії проходить по бічній поверхні тіла в товщі шкіри і є сейсмосенсорним органом. Він має вигляд вузької і глибокої шкірної борозни, яка місцями розгалужується. Бічна лінія сприймає механічні переміщення частинок води (в тому числі інфразвукові коливання). Вона грає важливу роль при полюванні, видовому спілкуванні і ближній орієнтації.

### Ампули Лоренцині
Ампули Лоренцині — електромагнітні рецептори у вигляді крихітних пори, розташовані у великій кількості на голові та інших частинах тіла. Вони здатні реагувати на зміну електричних і магнітних полів. Це дозволяє акулам виявляти здобич та ворогів.

## Розповсюдження
Представники надряду широко розповсюджені у різних морях і океанах, найчисленніші в тропічних і субтропічних водах, зустрічаються також прісноводні акули в тропічних річках Південної Америки та Африки.

### Чорне море
Поблизу чорноморського узбережжя України трапляється один вид акул — катран, або морський собака (Squalus acanthias). Він має довжину ~1 метра і не є небезпечним для людини. Зграйки катранів полюють на риб, молюсків, ракоподібних. Самиці народжують живих нащадків.

## Взаємодія із людьми

### Напади акул
Незважаючи на відносну рідкість нападів, страх перед ними виріс завдяки описам окремих випадків, таких як напад у Джерсе Шор в 1916 році, коли 4 людини загинули і 1 отримала каліцтва, а також літературним творам і фільмам жахів на зразок серії кінофільмів «Щелепи». Багато експертів вважають, що небезпека, яку несуть акули, сильно перебільшена, і навіть творець книги «Щелепи» покійний Пітер Бенчлі останніми роками перед смертю намагався розвіяти міф про гігантських акул-людоїдів.
Насправді, всупереч поширеній думці, лише невелика кількість видів акул небезпечні для людини. Із понад 360 видів тільки 4 відмічені в значній кількості неспровокованих нападів на людей із смертельним результатом: акула біла, тигрова, тупорила і довгокрила акули.
| Світова статистика нападів акул з 2000 року |                            |                                  |
| Рік                                         | Загальна кількість нападів | Нападів із смертельним наслідком |
| 2000                                        | 95                         | 17                               |
| 2001                                        | 90                         | 5                                |
| 2002                                        | 86                         | 9                                |
| 2003                                        | 88                         | 6                                |
| 2004                                        | 88                         | 11                               |
| 2005                                        | 96                         | 8                                |
| 2006                                        | 97                         | 8                                |
| 2007                                        | 103                        | 4                                |
| 2008                                        | 108                        | 10                               |
| 2009                                        | 101                        | 8                                |
| 2010                                        | 84                         | 7                                |

Згідно з міжнародною статистикою з нападу акул ISAF (англ. International Shark Attack File) станом на 2009 рік у світі була зареєстрована 2251 атака починаючи з 1580 року, із них 464 фатальних. Найбільше атак трапилось на узбережжі Флориди. Лідирують такі країни як США, Австралія та Південна Африка, щоправда, це більше пояснюється тим, що в даних країнах документування даних випадків здійснюється краще, ніж в менш розвинутих прибережних країнах другого та третього світу.
Підраховано, що шанс стати жертвою нападу акули становить 1 до 11,5 мільйонів, а шанс загинути від такого нападу — 1 до 264,1 мільйонів. В середньому за рік в США тоне 3306 чоловік, а гине від нападу акули 1.

### Промислове значення
Так само, як і інші види риб, більше 100 видів акул вже багато років є об'єктами промислу.
Перше за все добуваються:
- М'ясо, що використовується в їжу в багатьох культурах (попри те, що дослідження показали схильність організму акул до накопичення ртуті, вміст якої в м'ясі значно підвищилося через забруднення навколишнього середовища[19]).
- Плавці, які є в Азії головним інгредієнтом для делікатесного супу, а також мають застосування у східній медицині.
- Хрящ, про властивості котрого у лікуванні ракових пухлин досі йдуть суперечки.
- Печінка, яка містить жир, багатий вітаміном A та вітамінами групи B, і використовується як сировина для виготовлення лікарських засобів.
- Шкіра, яка використовується в галантереї і як шліфувальний матеріал.

Основний промисел ведеться в Атлантичному океані, де промисловими є 26 видів, приблизно третина акул добувається в Індійському океані, і ще близько 20 відсотків виловлюють в Тихому океані
- За підрахунками американських учених, щорічно в світі відловлюють в середньому 100 мільйонів акул[20].

### Утримання

Китова акула у Georgia Aquarium в Атланті

На сьогодні відносно невелика кількість видів акул утримується в неволі. На це є кілька причин. Одна з основних полягає в тому, що найвідоміші (а отже, і найцікавіші для публіки) види досить непросто виловити і транспортувати, не заподіявши при цьому шкоди рибі. Адже в більшості своїй це великі й агресивні риби, які під час лову на приманку переходять у стан підвищеної збудженості. Крім того, при витяганні з води деякі види можуть просто розчавити свої внутрішні органи під тиском своєї ж маси. Також акваріум для утримання цих риб повинен мати достатній об'єм для їх нормальної життєдіяльності, а також враховувати їх підвищену чутливість до електромагнітних хвиль.

### Захист
На початку 2014 року жителі міста Перт в Австралії провели на місцевому пляжі багатотисячний мітинг проти знищення великих акул.